# 異色尖粉蝶
異色尖粉蝶（学名：Appias lyncida）是尖粉蝶屬的一個物種，翅膀具有明顯褐色外邊。本種在臺灣全島平地到中海拔山區皆可見到，是一種普遍常見的蝴蝶，寄主植物為魚木、多花山柑、小刺山柑等，母蝶會將卵聚產於葉表，幼蟲攝食嫩芽部位，並化蛹於葉背。本種為多世代種類，全年可以見到成蝶，喜好訪花或吸水。素有別稱：「臺灣粉蝶」、「灰角尖粉蝶」、「臺灣白蝶」、「尋奇尖粉蝶」、「雌紫粉蝶」、「靈奇尖粉蝶」。

## 特徵
此種在雌雄蝶斑紋上有明顯差異，雄蝶背面底色白色，前翅有黑褐色的外緣斑紋，內緣有鋸齒狀，腹面翅頂的地方有一黃紋，後翅翅面呈黃色或黃白色。雌蝶的背面有較發達的黑褐色斑紋，腹面有黑褐色寬邊，有些成白色，一部分泛些許黃色。

## 生態習性
在臺灣，一年多世代，成蝶飛行快速，喜好訪花或吸水。

## 棲地分佈
在臺灣，廣泛分佈在平地至中海拔的山區，與離島的龜山島，蘭嶼曾有過觀察紀錄，臺灣以外廣泛分佈在東洋區的地區。在臺灣習慣活動於闊葉林邊緣、荒地、溪床的地方。

## 攝食食物
寄主食物 魚木、山柑、多花山柑、毛辦蝴蝶木、小刺山柑。取食主要的部位在於新芽或嫩葉的部分。  

## 圖片

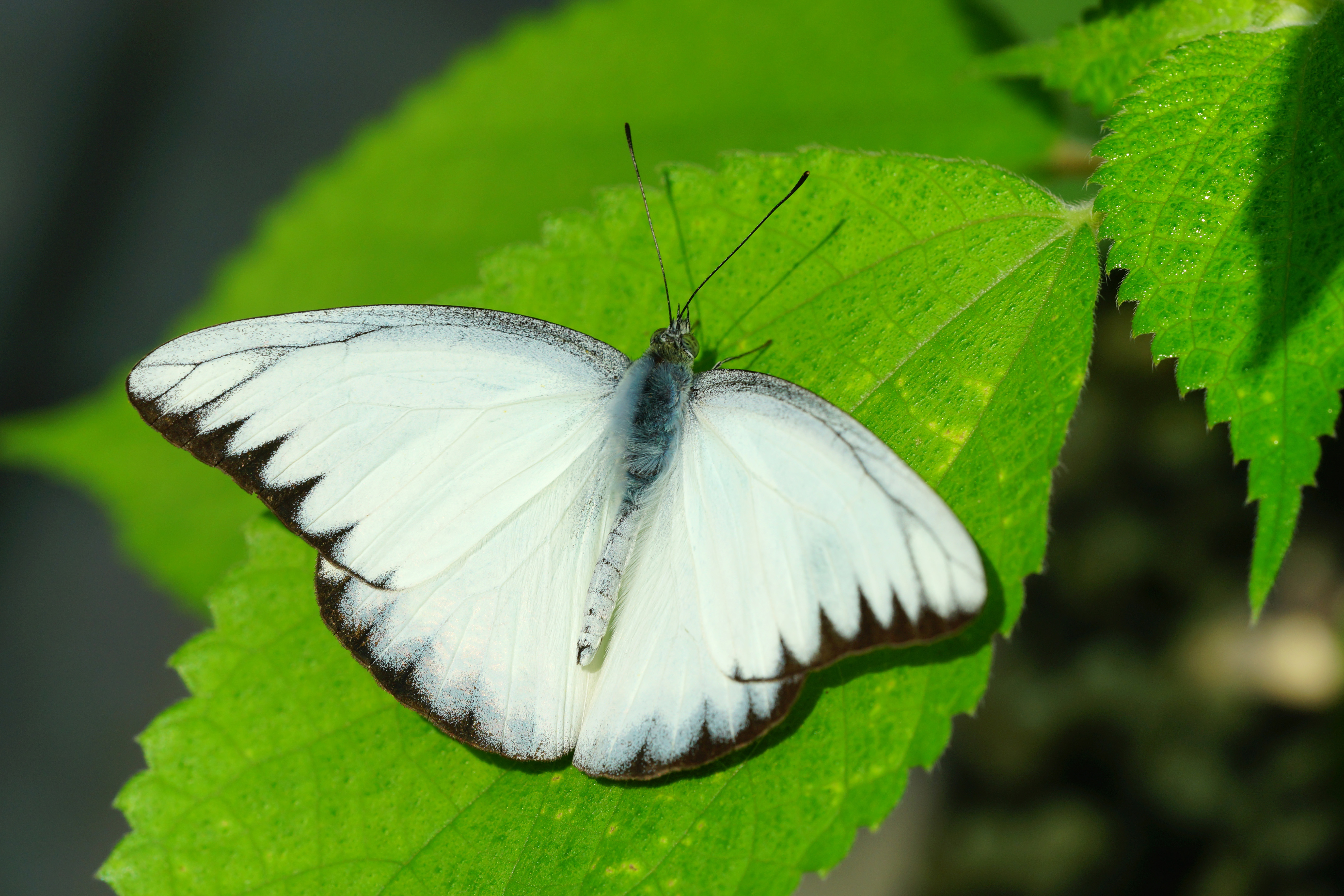
雄蝶背面
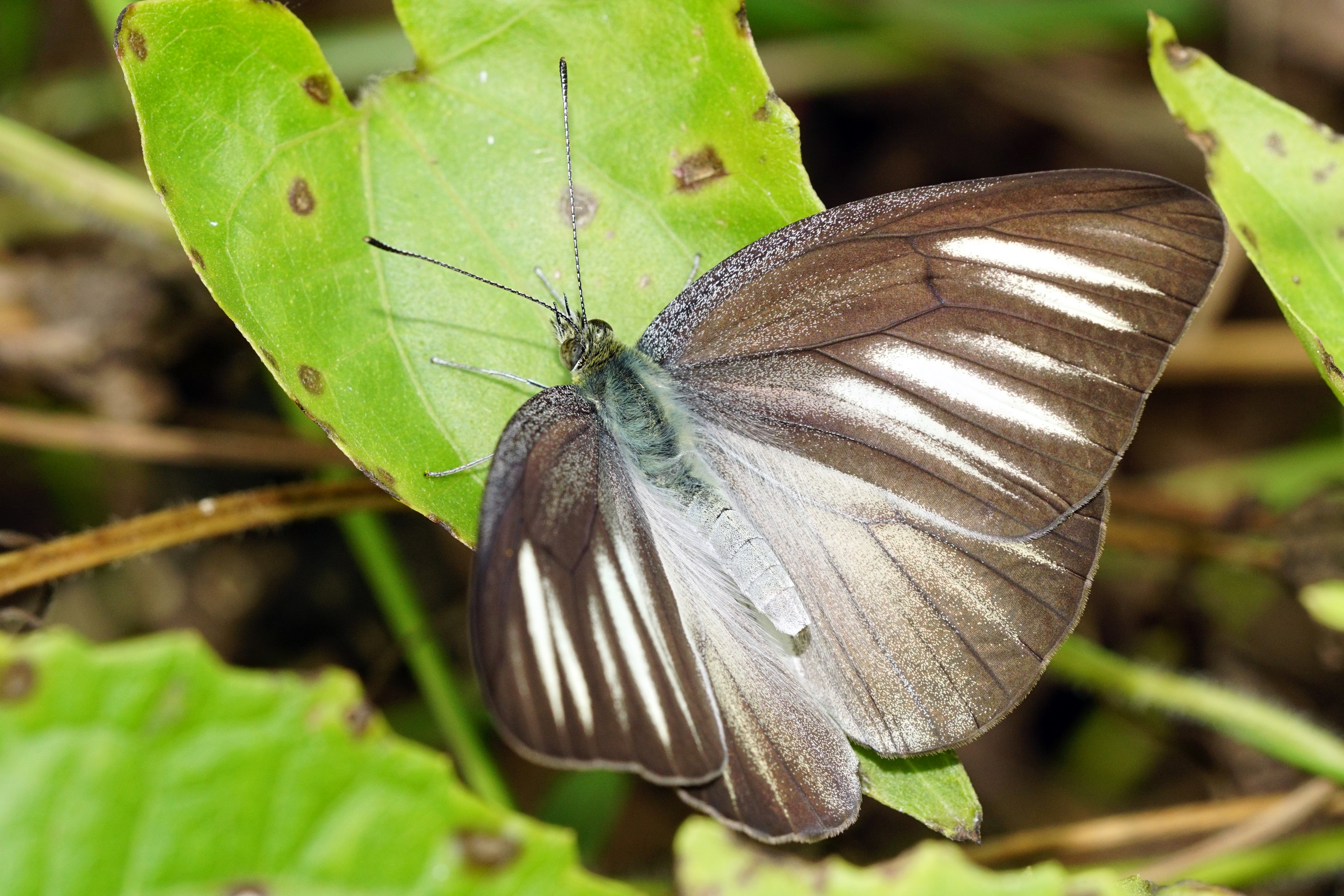
雌蝶背面
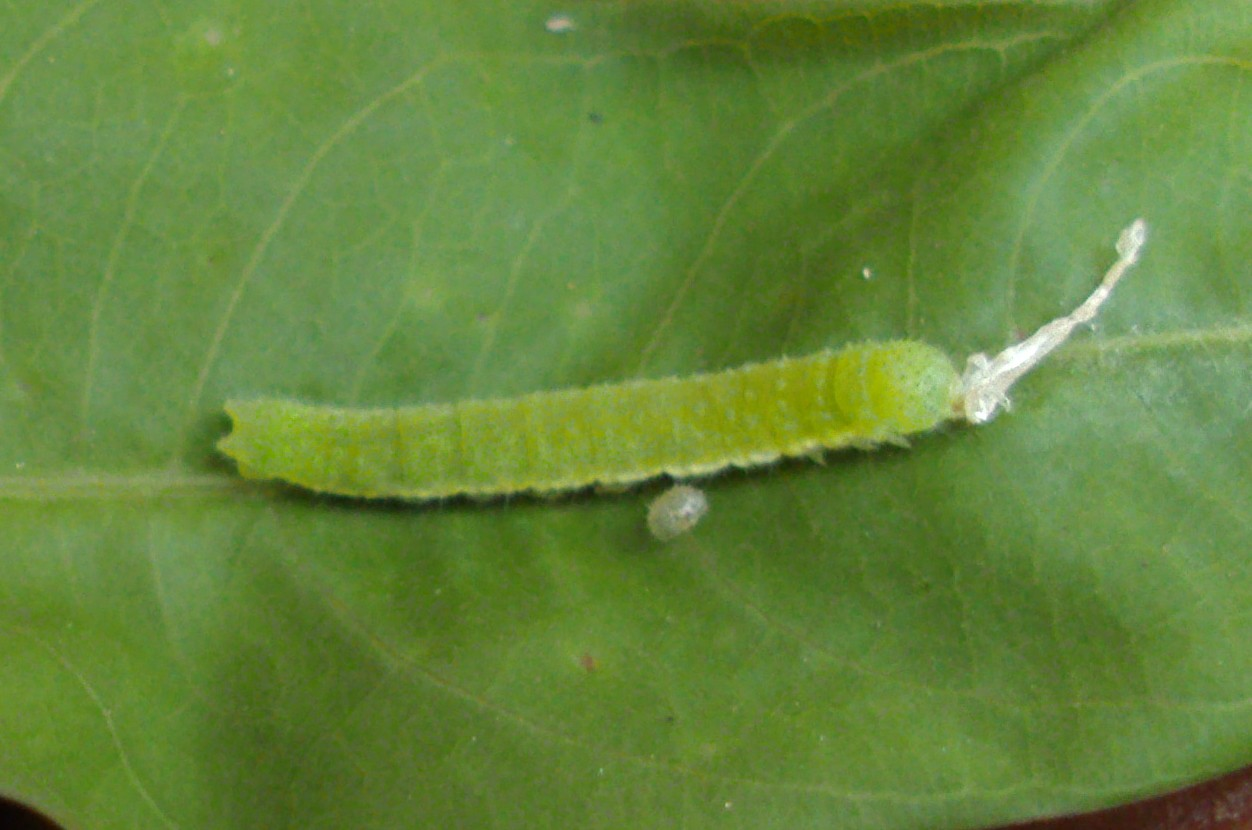
幼蟲
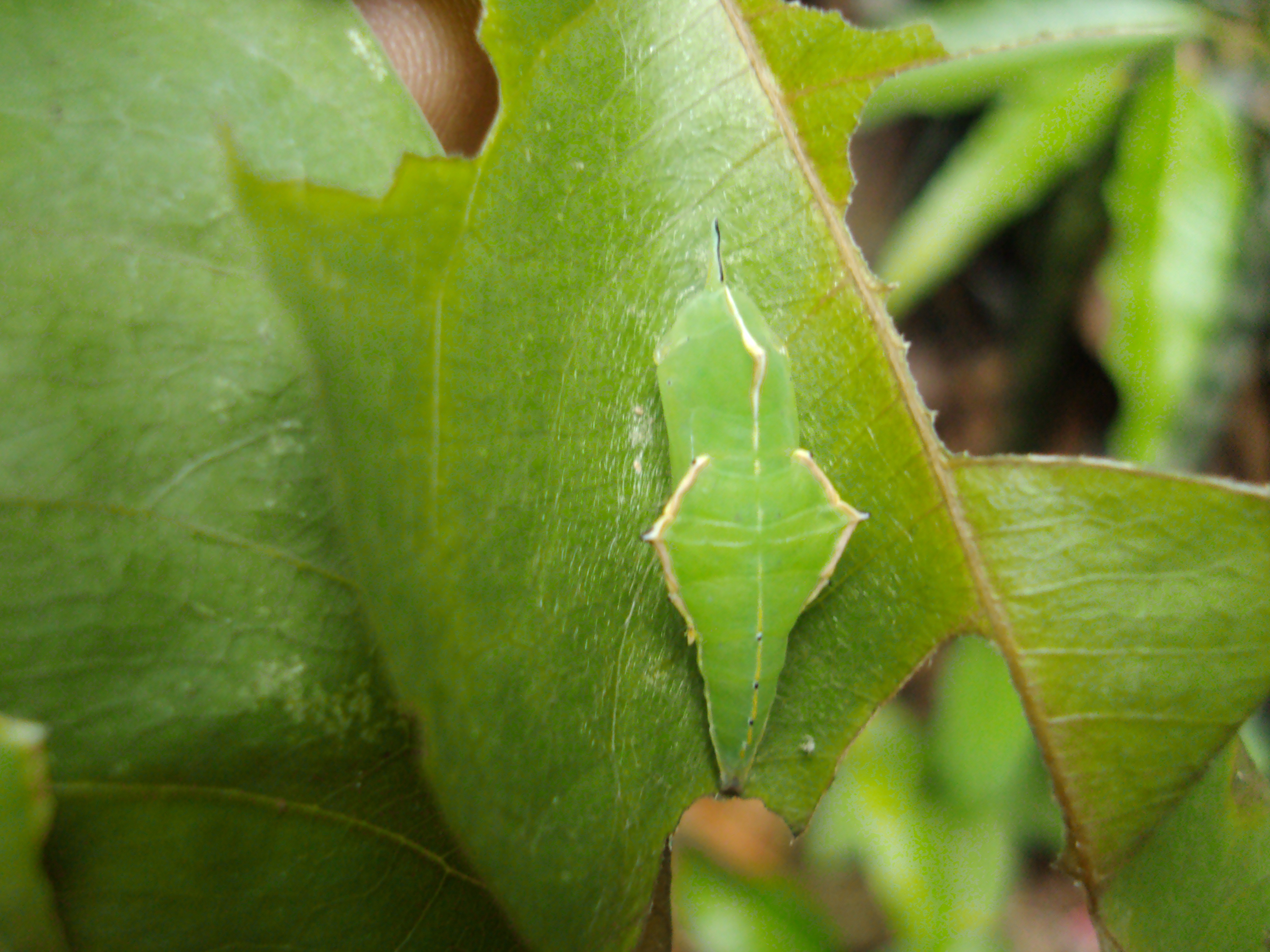
蛹

## 外部連結
- 维基共享资源上的相關多媒體資源：異色尖粉蝶